# Zahájí
Zahájí (en allemand : Sahaj) est une commune du district de České Budějovice, dans la région de Bohême-du-Sud, en République tchèque. Sa population s'élevait à 476 habitants en 2020.

## Géographie
Zahájí se trouve à 3 km au nord du centre de Zliv, à 15 km au nord-ouest de České Budějovice et à 110 km au sud de Prague.
La commune est limitée par Olešník au nord, par Hluboká nad Vltavou à l'est, par Zliv au sud, et par Mydlovary à l'ouest.

## Histoire
La première mention écrite du village date de 1352.